# NGC 5747
NGC 5747 ist eine 13,6 mag helle spiralförmige wechselwirkende Doppelgalaxie vom Hubble-Typ Sa + Sb im Sternbild Bärenhüter und etwa 399 Millionen Lichtjahre von der Milchstraße entfernt. 
Sie wurde am 15. März 1784 von Wilhelm Herschel mit einem 18,7-Zoll-Spiegelteleskop entdeckt, der sie dabei mit „eF ... an eF neb., it is S and required some time to look at it before it could be well seen“ beschrieb.
Auf Grund eines Fehlers in Herschels Positionsangabe führte die Beobachtung von Guillaume Bigourdan am 12. April 1898 unter IC 4493 zu einem Eintrag im Index-Katalog.